# Эмбоссирование
Эмбоссирование (от англ. embossing «тиснение, чеканка») — процесс механического выдавливания на лицевой стороне пластиковой карты (или другом листовом материале) различной информации. Например, для банковских карт это: номер карты, срок действия, имя и фамилия клиента, название компании (для корпоративных клиентов).

## История
Первые платёжные карты были бумажными и данные с них переписывались вручную. Со временем количество операций, проводимых с помощью карт, многократно увеличилось. Для того, чтобы ускорить процесс заполнения специальных торговых чеков-слипов и избежать ошибок во время заполнения, стали использовать металлические пластинки, на которые наносилась информация о клиенте. Первыми, в 1928 году, металлические пластинки выпустила бостонская компания «Farrington Manufacturing». На данных картах выдавливался адрес клиента. Они выдавались только кредитоспособным клиентам. Впоследствии, после появления в 1940-х годах импринтеров, процедура оформления покупки упростилась: продавец вкладывал металлическую пластинку в импринтер, и буквы, выдавленные на ней, отпечатывались на торговом чеке.

## Эмбоссеры
Для выдавливания на пластиковых картах идентификационной информации используются специальные устройства — эмбоссеры (англ. embosser).
Механический эмбоссер представляет собой пресс, который способен выдавливать на подкладываемом куске пластика или самоклеящейся ленте заранее установленные литеры (как правило, латинские буквы и цифры), установленные на специальном барабане. В основном используется при небольших тиражах пластиковых карт, когда высокопроизводительные автоматизированные линии использовать экономически неэффективно.
Автоматический эмбоссер — сложный технический комплекс, имеющий в своём составе микро-ЭВМ, управляющую барабаном с набором литер, через который выдавливаются изображения на пластиковых картах. Производительность таких аппаратов может достигать нескольких сотен персонализаций в час.
Кроме того, может быть предусмотрено дополнительное окрашивание (топпирование) надписей с помощью фольги.